# 3-тя армія (Франція)
3-тя а́рмія  (фр. IIIe Armée) — польова армія сухопутних військ Франції за часів Першої та Другої світових війн.

## Історія
3-тя французька армія була сформована 2 серпня 1914 року у відповідності до французького плану XVII підготовки до збройного конфлікту з Німецькою імперією.

## Командування

### Командувачі
1-ша світова війна
- дивізійний генерал П'єр Рюффе (фр. Pierre Xavier Emmanuel Ruffey) (2 — 30 серпня 1914);
- дивізійний генерал Моріс Саррай (фр. Maurice-Paul-Emmanuel Sarrail) (30 серпня 1914 — 22 липня 1915);
- дивізійний генерал Жорж Гамбер (фр. Georges Louis Humbert) (22 липня 1915 — 7 квітня 1919, з перервою);

Між війнами
- армійський генерал Анрі Жиро (фр. Henri Giraud) (1930-ті).

2-га світова війна
- армійський генерал Шарль-Марі Конде (фр. Charles-Marie Condé) (2 вересня 1939 — 20 червня 1940).